# Periscyphis kalongensis
Periscyphis kalongensis là một loài chân đều trong họ Eubelidae. Loài này được Arcangeli miêu tả khoa học năm 1950.